# نوكيا 6260 سلايد
 نوكيا 6260 سلايد (بالإنجليزية: Nokia 6260 Slide)‏ هو هاتف محمول من نوكيا، تم طرحه في الأسواق في 2008.

## الخصائص
- الشاشة: إل سي دي
- الوزن: 114 غرام
- الذاكرة: 200 ميجابايت